# جميلات السينما المصرية
جميلات السينما المصرية كتاب للناقد السينمائي محمود قاسم صدر عام 2019 عن وكالة الصحافة العربية (ناشرون) في 299 صفحة. يقدم الكاتب 22 ممثلة من جميلات السينما المصرية في ملخص تحليلي لوجوه نسائية تألقن على واجهات المجلات الفنية.

## المقدمة
تنتهي مقدمة كتاب محمود قاسم وهو يقول: "الجمال الزائل، وهو قانون الطبيعة الذي يطارد الجميع، ومن الأفضل لفنان الانزواء أو الابتعاد عن الكاميرا كي يظل الجمال الأول ماثلا في الذاكرة مثلما حدث مع جريتا جاربو  وليلى مراد، وفي هذه الحالات يكون في ذكاء المرأة إضافة إلى ذكائها، فقد ظلت مريم فخر الدين تظهر على الشاشات حتى كثرت تجاعيدها بصورة لعلها تمكنت من محو الدهشة المرتبطة بصورتها الأولى في أفلام كثيرة، بل أن حالتها مع الجمال وفقدانه تمثل دراسة بالغة الأهمية، ولعلنا نتساءل، هل يعي الفنان جماله بشكل يجعله خالدا أسوة ببطل رواية "صورة دوريان جراي The Picture of Dorian Gray" تأليف "أوسكار وايلد".

## الجميلات
صباح - ماري كويني - تحية كاريوكا - راقية إبراهيم - مديحة يسري - فاتن حمامة - هند رستم - شادية - ليلى فوزي - مريم فخر الدين - نعيمة عاكف - لبنى عبد العزيز - برلنتي عبد الحميد - نيللي - سعاد حسني - نادية لطفي - زبيدة ثروت - ناهد شريف - نبيلة عبيد - إيمان (ليز ساركسيان) - بوسي - سهير رمزي - يسرا - ليلى علوي.

## مقتطفات من الكتاب
ماري كويني (المرأة الجميلة الهاربة)
كتب محمود قاسم عن ماري كويني (1913 - 2003): «بدت ماري كويني في أحسن حالاتها في فيلم»زوجة بالنيابة"، رغم أن البطولة المطلقة كانت للخالة آسيا، ففي هذا الفيلم قامت بدور فتاة ليل ..... ورغم أن الدور قصير فإن ماري كويني كانت ترقص وتغني، وتردد الأغنية نفسها كل ليلة.... غنت ماري كويني بصوتها، أكثر من أغنية، وكان جمالها يتسم بالإشراق كلما ابتسمت أو ضحكت باعتبار أن ماري كويني قد جسدت دوما دور المرأة الحزينة الكئيبة المظلومة."
تحية كاريوكا (كل النساء في امرأة واحدة)
قد لا تكون تحية كاريوكا  هي الأكثر جمالا من الناحية الجسدية بين الراقصات والممثلات في السينما المصرية وقد لا تكون أكثرهن مهارة في الرقص، لكن لا شك أنها الأكثر قبولا بكل ما تتمتع به من سمات رغم كل التغيرات التي طرأت عليها كامرأة طوال رحلتها..... كتب عنها عباس العقاد في مجلة الكواكب عام 1949 أنها الراقصة الأعم في تاريخ هذا الفن، وهذه شهادة عظيمة القدر من كاتب في وزن العقاد، ومن المعاصرين كتب عنها المؤرخ الفلسطيني، والروائي صالح مرسي، ومحمد مستجاب، وكم حلم مصطفى محرم أن يكتب عنها مسلسلاً."
.......
وصف الكاتب محمود قاسم الممثلة «راقية إبراهيم» بالجمال الغامض، و«مديحة يسري» بالمرأة الحديدية في زمن الرومانسية، و«فاتن حمامة» بأنها الجمال بلا روتوش، و«هند رستم» بوصف «الفاتنة والجسد».
وعن «شادية» قال: "جميلات هذا الجيل ظهرت عليهن ملامح الأنوثة الطاغية والدلال في سن مبكرة تماما، وقام مكتشفو المواهب بسرعة تقديم كل منهن، وهن في منتصف العقد الثاني من العمر وعلى رأس القائمة: شادية وليلى فوزي، وكانت جذور الكثيرات منهن أجنبية، خاصة من الأتراك، إنه جمال مبهر بشكل خاص مقرون بالموهبة، حيث بدت شادية الأكثر حظا وموهبة، فقد توج جمالها كفتاة أيضا لها قدرة فائقة على الدلال، وأنها صاحبة صوت غنائي متميز جعلها فوق قمة الهرم الذي يؤدي الأغنية الخفيفة، وهو النوع الذي تحمست له كثيرا السينما الغنائية، أو ما عرف بالكوميديا الموسيقية."
نعيمة عاكف (استعراض إلى الأبد)
ليس في تاريخ السينما الاستعراضية في مصر من يمكن مقارنتها بالراحلة الجميلة نعيمة عاكف، فبظهورها كبطلة مطلقة عام 1949 في فيلم "العيش والملح" ولدت السينما الاستعراضية في أزهى حالاتها ممزوجة بالسينما الغنائية والكوميديا الموسيقية، وعلى نفس الغرار، فبعد فيلمها "أحبك يا حسن" عام 1958 لحسين فوزي، ثم اختفاء أفلام الكوميديا الموسيقية الاستعراضية، ولم يعد المصريون يرون أفلاما تمثل هذه الظاهرة التي كانت السينما الأمريكية هي الأكثر تميزا فيها بوجود نجمات على نفس الإيقاع، ومنهن: سيد تشاريس Cyd Charisse، واستر ويليامز Esther Williams، وجنجر روجرز Ginger Rogers، بل يمكن أن نقول أن نعيمة عاكف كانت ممثلة استعراضية من الطراز الأول، وتجيد كافة أنواع الاستعراض، بالإضافة إلى الرقص الشرقي."
........
تابع محمود قاسم وصف جميلات السينما المصرية، فوصف «لبنى عبد العزيز» بالجمال والثقافة والشموخ، «برلنتي عبد الحميد» الجمال الشعبي، «نيللي» دلع البنات، «سعاد حسني» سندريلا الغامضة، «نادية لطفي» مجموعة من الوجوه الجميلة، «زبيدة ثروت» من سحر عيونك يااااه، «ناهد شريف» اغراء بلا حدود، «نبيلة عبيد» الممثلة الأكثر جرأة، «إيمان» (ليز سركسيان) جمال من نوع خاص، «بوسى» قطة الشاشة، «سهير رمزي» أنوثة طاغية، «يسرا» جمال بنات الأصول، وأخيراً «ليلى علوي» وصفها بالجمال الفذ والذكاء المتقد.

## وصلات خارجية
https://www.goodreads.com/book/show/43296032 جميلات السينما المصرية